# بول هيوم
بول هيوم (بالإنجليزية: Paul Hume)‏ هو صحفي أمريكي، ولد في 13 ديسمبر 1915 في شيكاغو في الولايات المتحدة، وتوفي في 27 نوفمبر 2001.